# Braune Hausschlange
Die Braune Hausschlange (Boaedon fuliginosus), auch Afrikanische Hausschlange oder kurz Hausschlange, ist ein Reptil in der Unterordnung der Schlangen (Serpentes) mit einem weiten Verbreitungsgebiet in Afrika. Neuere taxonomische Abhandlungen listen die Art in der Gattung Boaedon innerhalb der Familie Lamprophiidae. Sie ist ein beliebtes Tier für die Terrarienhaltung.

## Merkmale
Diese Schlange erreicht eine Gesamtlänge von durchschnittlich 95 cm. Sie hat meist eine rotbraune Farbe, wobei auch dunkelbraune, olivbraune oder selten orange Exemplare vorkommen. Allgemein werden die Schuppen zur Unterseite hin heller und Individuen in Wüsten sind heller als Exemplare in anderen Habitaten. Die Schuppen sind glatt, jedoch ohne Glanz. Der Kopf der Braunen Hausschlange ist an den Seiten durch zwei horizontale, gelbe Striche gekennzeichnet, jeweils ober- und unterhalb des Auges. Die Augen sind leicht nach vorn gerichtet und besitzen senkrechte Pupillen. Wie andere Vertreter der Gattung hat die Art im Unterkiefer gekrümmte Zähne, die dem Gebiss der Boas (Boidae) ähneln.

## Verbreitung
Die Art lebt in Afrika westlich und südlich der Sahara. Sie erreicht im Nordwesten Marokko, im Nordosten Somalia sowie im Süden Südafrika. Die Braune Hausschlange kann sich an viele verschiedene Lebensräume anpassen, wobei sie in trockenen Wüsten auf Oasen beschränkt sind. Als Kulturfolger kann die Art häufig in Landwirtschaftsgebieten und in menschlichen Siedlungen angetroffen werden.

## Lebensweise
Diese Schlange jagt hauptsächlich kleine bis mittelgroße Säugetiere, die erwürgt werden. Zu ihrer Beute zählen auch ruhende Fledermäuse. Aufgrund ihrer Beweglichkeit kann sie Tiere in engen Mauerspalten und ähnlichen Verstecken angreifen. Nach dem Verzehr eines größeren Beutetiers benötigt sie oft vier Tage oder mehr für die Verdauung. Zur Fortpflanzung legen Weibchen etwa 15 Eier.